# کارول وی. رابینسون
کارول وی. رابینسون (انگلیسی: Carol V. Robinson؛ زاده ) یک دانشمند در زمینه شیمی‌دان اهل بریتانیای کبیر است.